# Verbandsgemeinde Höhr-Grenzhausen
La comunità amministrativa di Höhr-Grenzhausen (Verbandsgemeinde Höhr-Grenzhausen) si trova nel circondario del Westerwaldkreis nella Renania-Palatinato, in Germania.

## Comuni
Fanno parte della comunità amministrativa i seguenti comuni:
| Comune, città                     | Sup. (km²) | Abitanti |
| --------------------------------- | ---------- | -------- |
| Hilgert                           | 4,57       | 1 514    |
| Hillscheid                        | 14,08      | 2 430    |
| Höhr-Grenzhausen, Stadt           | 15,89      | 9 368    |
| Kammerforst                       | 1,34       | 240      |
| Verbandsgemeinde Höhr-Grenzhausen | 35,89      | 13 552   |

(Abitanti al 31 dicembre 2021)